# Santa Maria de Cornellà de Conflent
Santa Maria de Cornellà de Conflent és una església romànica situada al nucli de la població de Cornellà de Conflent, a la comarca del Conflent, a la Catalunya del Nord.
El conjunt correspon a dues etapes constructives, una del segle xi i l'altra del segle xii. Fou un antic monestir agustinià, convertit ara en església parroquial. Està situada a prop de l'extrem nord-est de la població, davant i al nord del Palau de Cornellà de Conflent, al capdamunt del carrer del Canigó i al capdavall del carrer d'Amunt (els dos carrers són la mateixa carretera D - 47, la carretera de Fillols, Taurinyà, Codalet i Prada, en el seu pas pel poble).

## Història
El primer esment de l'església és del 1018, moment en què els testimonis del testament sacramental de la comtessa Guisla de Cerdanya prestaven jurament a l'altar de Santa Maria de l'església de Cornellà. El 1025 Berenguer, bisbe d'Elna, permutà la parròquia de Cornellà amb Guifre II, comte de Cerdanya, per la de Sant Martí d'Escaró. A partir d'aquell moment la parròquia de Cornellà resta en mans deis comtes de Cerdanya.

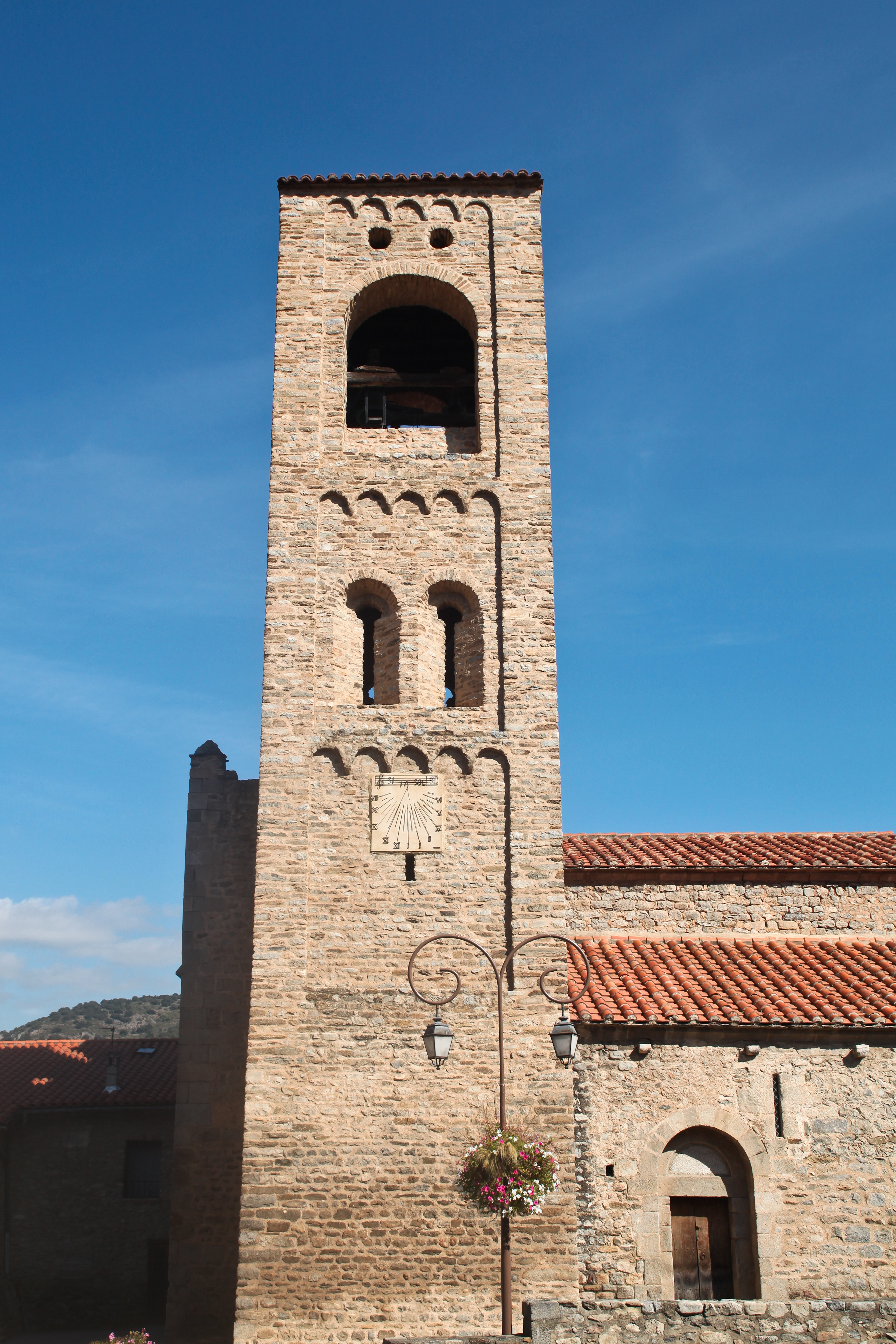
El campanar

El comte Guifré el Vell va fer d'aquesta vila la capital d'estiu dels comtes de Cerdanya. L'any 1094, va morir el comte Guillem Ramon. En el seu testament deixava la petició de la construcció d'una canònica, que el seu fill Guillem Jordà va fundar el 4 de març del 1097; hi va instituir una comunitat de canonges regulars de l'Orde de Sant Agustí, i el deixava sota protecció dels seus successors. L'any 1167 la comunitat constava de vuit membres.
Fins al segle xiv, el priorat va acumular nombrosos drets senyorials, com ara la mensa de Santa Eulàlia de Fullà o les viles i els castells d'Eina i de Censà. El 1356, el rei Pere III cedí al prior l'antic palau comtal per tal que els canonges, que fins aleshores havien viscut al voltant del claustre nord, hi residissin, cosa que no va succeir fins al 1390.
El segle xiv l'església fou fortificada i proveïda al llarg dels murs d'una ronda amb merlets piramidals. El priorat no deixà de créixer en importància i prosperitat fins que fou regit per abats comendataris, al començament del segle xv. El 1592 va ser secularitzada, fet que es mantingué fins a les exclaustracions durant la Revolució Francesa de l'any 1789. A partir de llavors, el monestir sofrí nombroses remodelacions que desfiguraren l'antiga abadia. L'església va ser considerada monument històric el 1840, i fou objecte de restauracions.

## Edifici

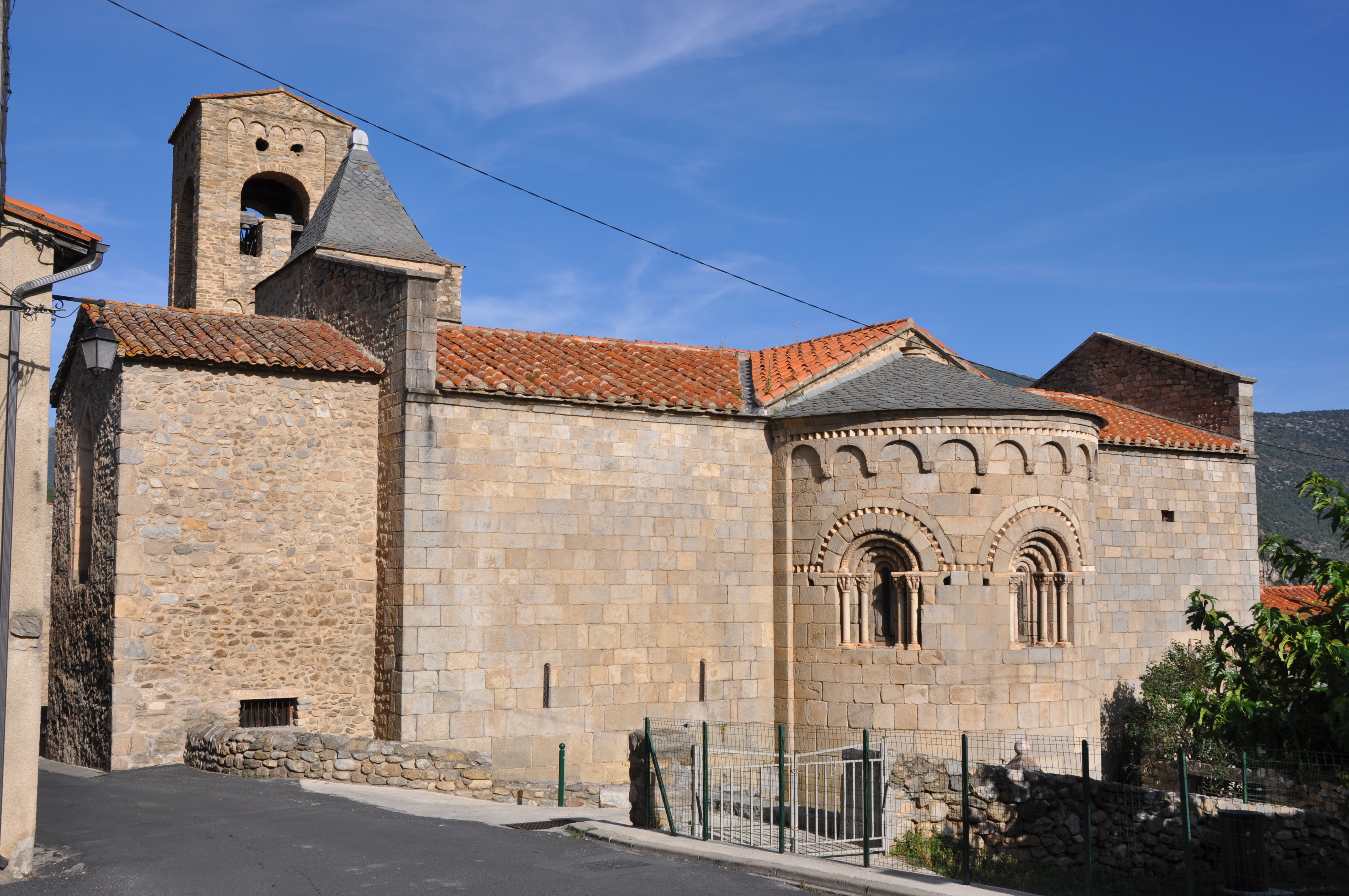
Capçalera de l'església

Es tracta d'un edifici romànic dels segles xi i xii, de tres naus amb transsepte i una capçalera amb cinc absis, el central més gran que la resta.
De l'església del segle xi que s'ha conservat destaquen trossos de mur on s'obren dues portes d'arc de mig punt i sobretot el campanar d'estil llombard, que s'alça a l'angle sud-oest. Té tres pisos, cadascun amb un fris d'arcuacions entre lesenes cantoneres, i un primer nivell de basament. El primer pis mostra, a cada façana, una simple espitllera; el segon té unes finestres de doble esqueixada, separades per un pilar de maçoneria; i el tercer presenta unes grans arcades molt amples.

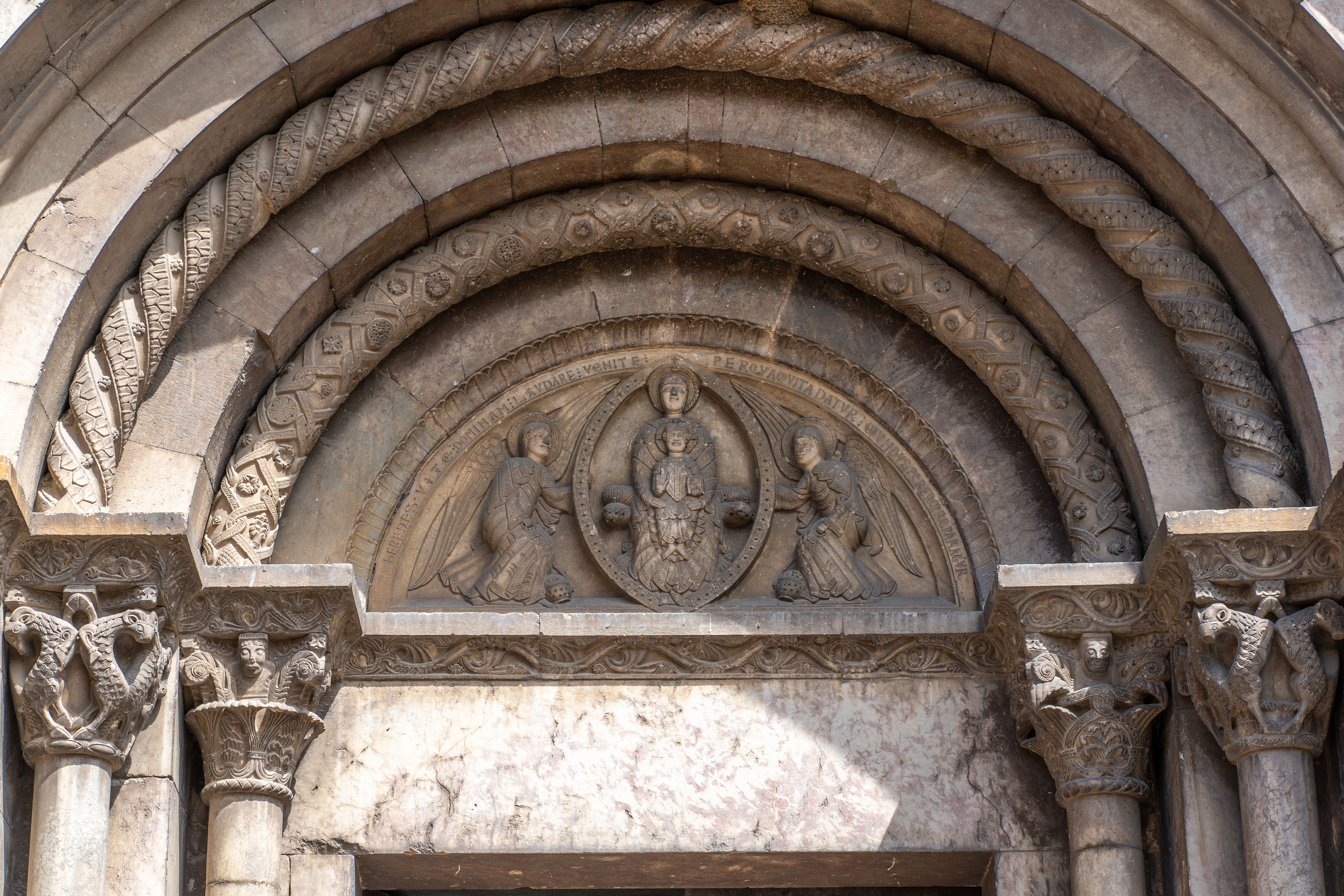

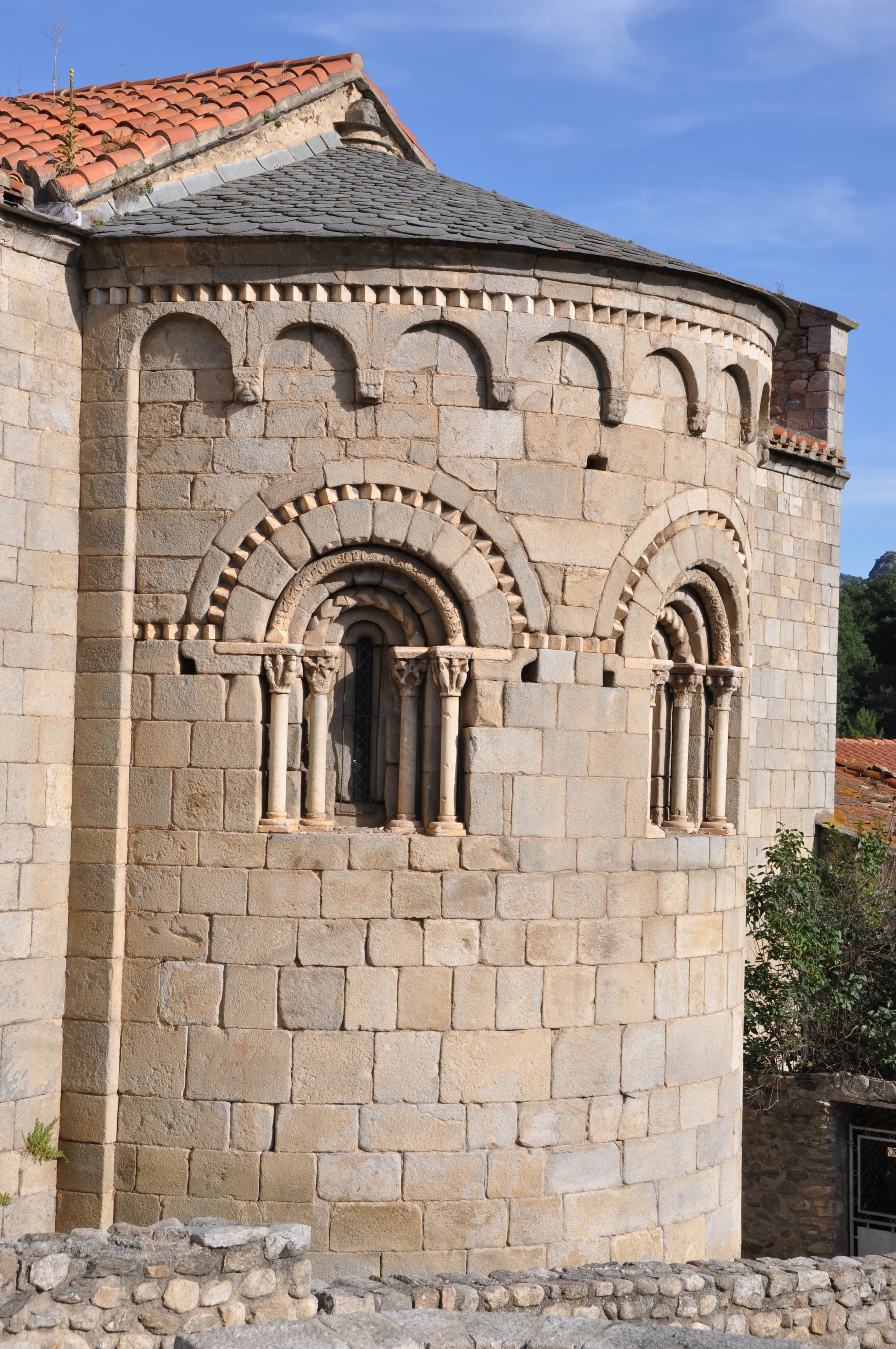
Detall de l'absis

Al segle xii correspon la coberta, la volta de mig punt de la nau central i les de quart de volta de les laterals. També correspon a aquesta etapa la façana occidental, el transsepte i el conjunt de la capçalera. L'absis central s'il·lumina amb tres finestres d'arc de mig punt i doble esqueixada. Els arcs de les finestres tenen tors esculpits d'entrellaços o motllurats en espirals, amb quatre columnes i capitells de marbre tant a l'exterior com a l'interior. Una arquivolta de dents de serra ressegueix, a l'exterior, la corba de les finestres i continua a manera de faixa al voltant de l'absis, a la part superior del qual hi ha un fris d'arcuacions llombardes i un fris de dents de serra.

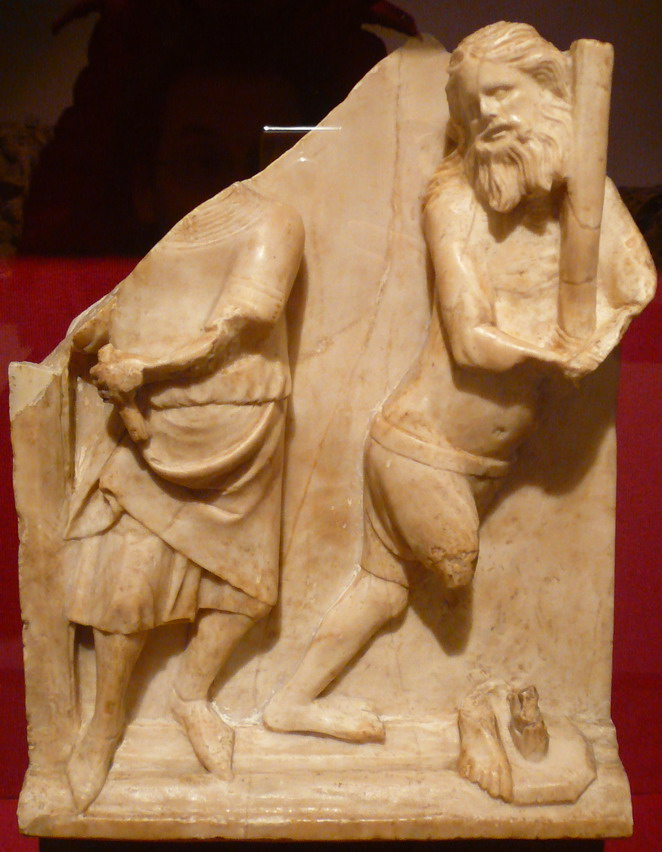
Fragment del retaule de Jaume Cascalls, actualment al museu Frederic Marès de Barcelona.

En el seu interior es conserva un retaule de Jaume Cascalls de l'any 1345, realitzat per encàrrec de l'abat Berenguer d'Atzat. Es poden veure també en el seu interior tres imatges de marededéus de talla de fusta, una d'elles procedent del monestir de sant Miquel de Cuixà.

Hi destaca la portalada de cinc arquivoltes amb columnes i capitells esculpits amb els temes del romànic, palmes i lleons. Al timpà de marbre està representada la Mare de Déu en majestat dintre d'una màndorla, flanquejada per dos àngels amb una inscripció en versos llatins: 
| « | Heredes vite, Dominam laudare venite, per quam vita datur, mundus per eam reparatur. | » |